# Belazariškiai
Belazariškiai est un village de la municipalité du district d'Ukmergė en Lituanie, situé sur la rivière Neris. Selon le recensement de 2011, il abritait 50 habitants.
Belazariškiai appartenait autrefois au domaine foncier de la famille aristocrate polonaise de Tekla Przecławska.